# 6e division d'infanterie nord-africaine
La 6e division d'infanterie nord-africaine (6e DINA) est une division d'infanterie de l'armée de terre française qui a participé à la Seconde Guerre mondiale.

## Les chefs de la6eDINA
La division est commandée par le général Joseph de Verdilhac pendant toute la durée de son existence.

## Composition
- 9e régiment de tirailleurs marocains, de novembre 1939 à juin 1940
- 21e régiment de tirailleurs algériens, de novembre 1939 à juin 1940
  - dont 13e compagnie de pionniers
- 24e demi-brigade de chasseurs, de novembre 1939 à avril 1940[2] :
  - 3e bataillon de chasseurs à pied
  - 19e bataillon de chasseurs à pied
  - 69e bataillon de chasseurs à pied
- 11e régiment étranger d'infanterie, d'avril à juin 1940[3]
- 96e groupe de reconnaissance de division d'infanterie

- 6e régiment d'artillerie nord-africaine
  - 10e batterie divisionnaire antichar (canons de 47)[2]
- 206e régiment d'artillerie lourde nord-africaine
- Parc d'artillerie divisionnaire no 96[2] :
  - 96e compagnie d'ouvriers
  - 96e section de munitions hippomobile
  - 296e section de munitions automobile
- Compagnies de sapeurs-mineurs 96/1 et 96/2 (96e bataillon du génie avant le 16 novembre 1939)[2]
- Compagnie hippomobile du Train 96/15[2]
- Compagnie automobile du Train 196/15[2]
- Groupe d'exploitation divisionnaire 96/9 (intendance)[2]
- 96e groupe sanitaire divisionnaire[2]

## Historique
La 6e DINA est créée le 1er novembre 1939 dans la région de Chaumont-Porcien, Château-Porcien et Montcornet.
La 6e DINA est à l'est de la percée de Sedan lors de la percée allemande mi-mai 1940. À partir du 10 juin, la 6e DINA tente de se replier vers le Sud.
Elle est encerclée en Meurthe-et-Moselle et se rend entre le 21 (avec le groupement Dubuisson (sl)) et le 23 juin 1940 (derniers éléments, à Ochey).